# Djordje Mihailovic
Djordje Aleksandar Mihailovic (Jacksonville, 10 november 1998) is een Amerikaans-Servisch voetballer die doorgaans speelt als middenvelder. In januari 2024 verruilde hij AZ voor Colorado Rapids. Mihailovic maakte in 2019 zijn debuut in het voetbalelftal van de Verenigde Staten.

## Clubcarrière
Mihailovic speelde in de jeugd van Chicago Blast en stapte na tien jaar bij die club over naar Chicago Fire. Zijn debuut in de Major League Soccer maakte de middenvelder op 11 maart 2017, toen in het eigen Toyota Park met 2–0 gewonnen werd van Real Salt Lake door treffers van Nemanja Nikolić en Arturo Álvarez. Mihailovic moest van coach Veljko Paunović op de reservebank beginnen en mocht in de blessuretijd invallen voor Michael de Leeuw. Zijn eerste doelpunt volgde op 27 september van dat jaar, op bezoek bij San Jose Earthquakes. Hij opende de score, waarna een goal van Luis Solignac en twee van Nikolić de voorsprong ruimer maakten. Chris Wondolowski besliste de eindstand uiteindelijk op 1–4. Een maand later liep de middenvelder een blessure aan zijn voorste kruisband op, die hem tot augustus van het jaar erop langs de kant zou houden.
Eind december 2020 werd Mihailovic overgenomen door CF Montréal, wat omgerekend in totaal ruim een miljoen euro voor zijn overgang betaalde. Hij zette bij zijn nieuwe club zijn handtekening onder een verbintenis voor de duur van drie seizoenen.
Na anderhalf jaar werd een overeenkomst gesloten door Montréal voor de verkoop van Mihailovic aan AZ, per het einde van het kalenderjaar. Met deze transfer zou zo'n zes miljoen euro gemoeid zijn. Halverwege december meldde hij zich al bij AZ en hij ging direct met de Alkmaarse club mee op trainingskamp. Een jaar na zijn komst mocht Mihailovic weer vertrekken uit Alkmaar, waar het hem niet was gelukt een vaste basisplaats af te dwingen. Voor een bedrag van circa 2,75 miljoen euro keerde hij terug naar de Major League Soccer, waar hij een vierjarig contract tekende bij Colorado Rapids.

## Clubstatistieken
| Seizoen | Club            | Competitie          | Competitie | Competitie | Beker | Beker | Internationaal | Internationaal | Totaal | Totaal |
| Seizoen | Club            | Competitie          | Wed.       | Dlp.       | Wed.  | Dlp.  | Wed.           | Dlp.           | Wed.   | Dlp.   |
| ------- | --------------- | ------------------- | ---------- | ---------- | ----- | ----- | -------------- | -------------- | ------ | ------ |
| 2017    | Chicago Fire    | Major League Soccer | 18         | 1          | 1     | 0     | —              | —              | 19     | 1      |
| 2018    | Chicago Fire    | Major League Soccer | 9          | 1          | 0     | 0     | —              | —              | 9      | 1      |
| 2019    | Chicago Fire    | Major League Soccer | 27         | 3          | 1     | 0     | —              | —              | 28     | 3      |
| 2020    | Chicago Fire    | Major League Soccer | 20         | 2          | 0     | 0     | —              | —              | 20     | 2      |
| 2021    | CF Montréal     | Major League Soccer | 34         | 4          | 1     | 0     | —              | —              | 35     | 4      |
| 2022    | CF Montréal     | Major League Soccer | 29         | 11         | 0     | 0     | 4              | 1              | 33     | 12     |
| 2022/23 | AZ              | Eredivisie          | 15         | 1          | 1     | 0     | 4              | 0              | 20     | 1      |
| 2023/24 | AZ              | Eredivisie          | 8          | 0          | 0     | 0     | 8              | 0              | 16     | 0      |
| 2024    | Colorado Rapids | Major League Soccer | 30         | 11         | 0     | 0     | 6              | 1              | 36     | 12     |
| 2025    | Colorado Rapids | Major League Soccer | 9          | 4          | 0     | 0     | 2              | 2              | 11     | 6      |
| Totaal  | Totaal          | Totaal              | 199        | 38         | 4     | 0     | 24             | 4              | 227    | 42     |

Bijgewerkt op 25 april 2025.

## Interlandcarrière
Mihailovic maakte zijn debuut in het voetbalelftal van de Verenigde Staten op 28 januari 2019, tijdens een vriendschappelijke wedstrijd tegen Panama. Hij mocht mocht van bondscoach Gregg Berhalter in de basis beginnen en opende vijf minuten voor rust de score. Nadat hij naar de kant was gehaald ten faveure van Sebastian Lletget liepen de VS door goals van Walker Zimmerman en Christian Ramirez uit naar 3–0. De andere Amerikaanse debutanten dit duel waren Daniel Lovitz (Montréal Impact), Jeremy Ebobisse (Portland Timbers), Nick Lima (San Jose Earthquakes), Corey Baird (Real Salt Lake) en Jonathan Lewis (New York City).
In juni van datzelfde jaar werd Mihailovic door Berhalter opgeroepen voor de Amerikaanse selectie voor het Gold Cup 2019, als vervanger van de geblesseerde Duane Holmes. Op de Gold Cup bereikten de Verenigde Staten de finale, waarin Mexico met 1–0 te sterk was. Mihailovic deed in twee van de zes wedstrijden mee, beide in de groepsfase. Zijn toenmalige clubgenoot Francisco Calvo (Costa Rica) was ook actief op het toernooi.
| Interlands van Djordje Mihailovic voor Verenigde Staten | Interlands van Djordje Mihailovic voor Verenigde Staten | Interlands van Djordje Mihailovic voor Verenigde Staten | Interlands van Djordje Mihailovic voor Verenigde Staten | Interlands van Djordje Mihailovic voor Verenigde Staten | Interlands van Djordje Mihailovic voor Verenigde Staten | Interlands van Djordje Mihailovic voor Verenigde Staten |
| №                                                       | Datum                                                   | Wedstrijd                                               | Uitslag                                                 | Competitie                                              | Goals                                                   |                                                         |
| Als speler bij Chicago Fire                             | Als speler bij Chicago Fire                             | Als speler bij Chicago Fire                             | Als speler bij Chicago Fire                             | Als speler bij Chicago Fire                             | Als speler bij Chicago Fire                             | Als speler bij Chicago Fire                             |
| ------------------------------------------------------- | ------------------------------------------------------- | ------------------------------------------------------- | ------------------------------------------------------- | ------------------------------------------------------- | ------------------------------------------------------- | ------------------------------------------------------- |
| 1                                                       | 28 januari 2019                                         | Verenigde Staten – Panama                               | 3 – 0                                                   | Vriendschappelijk                                       |                                                         |                                                         |
| 2                                                       | 2 februari 2019                                         | Verenigde Staten – Costa Rica                           | 2 – 0                                                   | Vriendschappelijk                                       |                                                         |                                                         |
| 3                                                       | 5 juni 2019                                             | Verenigde Staten – Jamaica                              | 0 – 1                                                   | Vriendschappelijk                                       |                                                         |                                                         |
| 4                                                       | 18 juni 2019                                            | Verenigde Staten – Guyana                               | 4 – 0                                                   | Gold Cup 2019                                           |                                                         |                                                         |
| 5                                                       | 26 juni 2019                                            | Verenigde Staten – Panama                               | 1 – 0                                                   | Gold Cup 2019                                           |                                                         |                                                         |
| 6                                                       | 9 december 2020                                         | Verenigde Staten – El Salvador                          | 6 – 0                                                   | Vriendschappelijk                                       |                                                         |                                                         |
| Als speler bij AZ                                       |                                                         |                                                         |                                                         |                                                         |                                                         |                                                         |
| 7                                                       | 24 juni 2023                                            | Verenigde Staten – Jamaica                              | 1 – 1                                                   | Gold Cup 2023                                           |                                                         |                                                         |
| 8                                                       | 28 juni 2023                                            | Verenigde Staten – Saint Kitts en Nevis                 | 6 – 0                                                   | Gold Cup 2023                                           |                                                         |                                                         |
| 9                                                       | 2 juli 2023                                             | Verenigde Staten – Trinidad en Tobago                   | 6 – 0                                                   | Gold Cup 2023                                           |                                                         |                                                         |
| 10                                                      | 9 juli 2023                                             | Verenigde Staten – Canada                               | 2 – 2 (3 – 2 n.s.)                                      | Gold Cup 2023                                           |                                                         |                                                         |
| 11                                                      | 12 juli 2023                                            | Verenigde Staten – Panama                               | 1 – 1 (4 – 5 n.s.)                                      | Gold Cup 2023                                           |                                                         |                                                         |

Bijgewerkt op 25 april 2025.

## Erelijst
| Canadian Championship | 1 | 2021 |